# Sporobolus lenticularis
Sporobolus lenticularis är en gräsart som beskrevs av Stanley Thatcher Blake. Sporobolus lenticularis ingår i släktet droppgräs, och familjen gräs. Inga underarter finns listade i Catalogue of Life.